# Egeu Setentrional
O Egeu Setentrional ou Egeu do Norte é a periferia da Grécia constituída por quatro ilhas no norte do Mar Egeu. Está dividida nas prefeituras de Quio, Lesbos e Samos e sua capital é Mitilene, na ilha de Lesbos.